# Andrea Uberto Fournet
Andrea Uberto Fournet (Saint-Pierre-de-Maillé, 6 dicembre 1752 – La Puye, 13 maggio 1834) è stato un presbitero francese, fondatore della congregazione delle Suore di Sant'Andrea. 
È stato proclamato santo nel 1933.

## Biografia
Ordinato sacerdote, fu nominato parroco a San Pietro di Maillé. Durante la rivoluzione francese, avendo rifiutato il giuramento civile del clero e la fedeltà alla sola Costituzione, fu parecchie volte sul punto di essere messo a morte. Privato del beneficio parrocchiale, e cacciato dal suolo francese, si rifugiò in Spagna.
Ritornò nella sua parrocchia e là, per provvedere all'educazione cristiana delle fanciulle, specialmente delle più povere, fondò nel 1807, con santa Giovanna Elisabetta Bichier des Ages, la congregazione delle Figlie della Croce, dette anche Suore di Sant'Andrea.
Nel 1820 si dimise da parroco e si trasferì nella borgata di La Puye, dove era stabilita la Casa principale della nuova Congregazione. Morì nel 1834.

## Culto
È stato proclamato santo nel 1933 da papa Pio XI.
Memoria liturgica il 13 maggio. Dal Martirologio Romano: "A Puy-en-Vélay nella regione di Poitiers in Francia, sant'Andrea Uberto Fournet, sacerdote, che, parroco al tempo della rivoluzione francese, benché diffidato, confortò i fedeli nella fede; in seguito, restituita la pace alla Chiesa, fondò insieme a santa Elisabetta Bichier des Âges l'Istituto delle Figlie della Croce".